# درختچه خوابیده

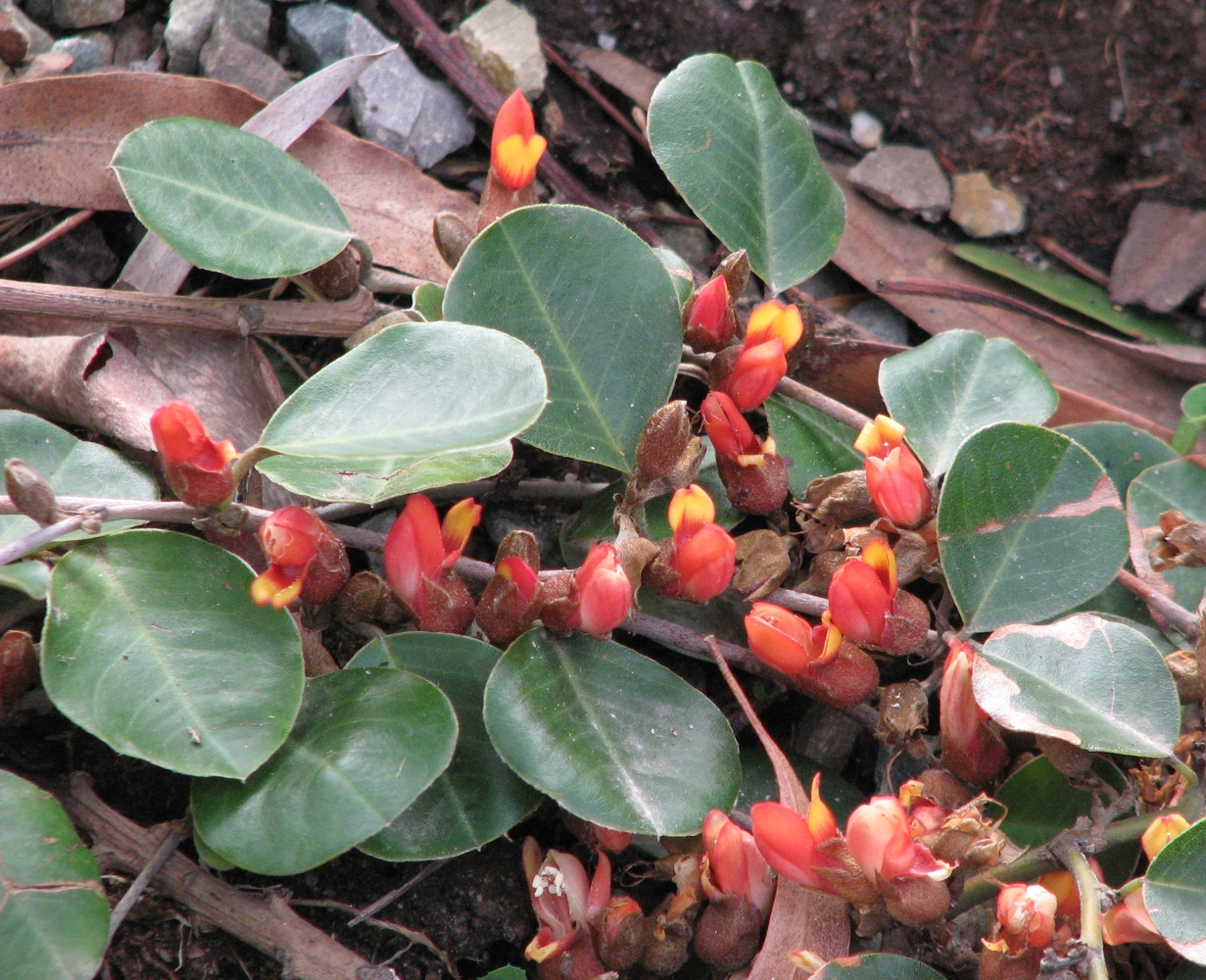
گاسترولوبیم مینوس (Gastrolobium minus)، یک درختچه خوابیده بومی استرالیای غربی، محبوب در باغبانی

درختچه خوابیده (انگلیسی: Prostrate shrub)، گیاهی چوبی است که بیشتر شاخه‌های آن بر روی زمین یا درست بالای زمین قرار می‌گیرد، نه اینکه مانند شاخه‌های بیشتر درختان و درختچه‌ها صاف نگه داشته شود.

## زمینه
خوابیدگی ممکن است رخ دهد زیرا بافت‌های نگهدارنده در ساقه‌ها به اندازه کافی قوی نیستند که وزن گیاه را تحمل کنند و باعث خم شدن گیاه تا رسیدن به زمین می‌شود. از طرف دیگر، ممکن است به‌دلیل تمایل ژنتیکی برای رشد افقی شاخه‌ها روی زمین یا درست در زیر زمین رخ دهد. برای نمونه، یک استراتژی برای جلوگیری از نور بیش از حد شدید خورشید. در نهایت، عوامل محیطی مانند بادهای شدید مملو از شن یا نمک ممکن است تمایل به هرس شاخه‌های برآمده داشته باشند، در نتیجه عادت خوابیدگی در گیاهانی ایجاد می‌کنند که ممکن است مستعد خوابیدگی نباشند.

## بوم‌شناسی
درختچه‌های خوابیده در باغبانی به‌عنوان پوشش زمین و در سبدهای آویزان و برای چسباندن خاک و جلوگیری از فرسایش در محوطه‌سازی اصلاحی استفاده می‌شود. آنها همچنین اجزای مهم باغ‌های صخره‌ای هستند. کوچک شدن باغ‌های شهری به معنای افزایش تقاضا و مطلوبیت انواع کوتوله و خوابیده بسیاری از گیاهان باغی است. اخیراً، بوته‌های خوابیده به دلیل مفید بودن در کاشت بام‌های سبز و دیوارهای سبز مورد توجه قرار گرفته‌اند، جایی که می‌توانند به حفظ محیط زیست کمک کنند.
شکل‌های گیاهی خوابیده ممکن است از پرورش عمدی و دورگه‌سازی، مانند گل‌عنکبوتی پوششی زمینی، از جمله گل‌عنکبوتی «کلاه‌توری سلطنتی پوریندا»، و گل‌عنکبوتی «رونده برنزی»، یا با انتخاب گونه‌هایی از گیاهان در حال رشد در مناطق در معرض ایجاد شوند.
مناطق گرمسیری ساحلی و صخره‌های نواحی جنوب شرقی دوردست نیو ساوت ولز به بنکسیا «غلتک روان» (Banksia Roller Coaster) و بنکسیا «صاریغ کوتوله» (Banksia Pygmy Possum) را به‌وجود آورده است. اینها به ترتیب گونه‌های مسطح با ارتفاع کمتر از ۰٫۵ متر از گونه‌های بانکسیای ساحلی و بانکسیای پیرمرد هستند که هر دو به درختان قابل توجهی با ارتفاع ۱۰ متر یا بیشتر رشد می‌کنند. منشأ دیگران نامشخص است، آکاسیای بایلیانا یک گیاه باغی محبوب و پرمصرف در استرالیا است که شکل خوابیده آن نیز در حال کشت است. منشأ آن ناشناخته است، احتمالاً یک نهال شانسی در کشت است. این خود یک گیاه باغی محبوب است و شاخه‌های افقی آبشاری آن برای صخره‌ها مناسب است.

### گونه‌ها
بسیاری از گونه‌های رز به‌صورت عصاهای بلندی رشد می‌کنند که می‌توانند به‌صورت خوابیده بر روی زمین پخش شوند و برخی از آنها دورگه شده‌اند تا گل رزهای بالارونده و رونده را تشکیل دهند که می‌توان آنها را بدون تکیه گاه روی زمین رشد داد، همچنین انواعی به نام «رز فرشی» شناخته می‌شوند که به‌عنوان پوشش‌های زمین در نظر گرفته شده است.
ارس خوابیده، پیرو یک شکل طبیعی از یک گیاه همیشه سبز محبوب است. بسیاری از گونه‌های شیرخشت، مانند شیرخشت نقطه‌برگ (Cotoneaster apiculatus)، گیاهان زینتی خوابیده هستند، و همچنین شیرخشتی نزدیک به هم، و نوع شمشاد کوچک (Sarcococca hookeriana var. humilis.). خلنگزار (خلنگ زمستانی و گونه‌های مربوط) و خلنج (Calluna) درختچه‌هایی خوابیده هستند که اغلب در باغ‌های صخره‌ای به‌طور برجسته دیده می‌شوند. گیاهان زمستانه مانند انگورک و گوتیه خوابیده (Gaultheria humifusa) نیز روینده‌های خوابیده هستند.
اگرچه به‌طور دقیق، علفی، شاه‌توت آمریکای شمالی زغال‌اخته کانادایی، عضوی از سرده زغال‌اخته، می‌تواند به‌عنوان یک درختچه خوابیده هنگام رشد در باغ ظاهر شود. بسیاری از دافنه، به‌ویژه آن‌هایی که از میخک هندی به دست می‌آیند، رشد دهندگان خوابیده هستند، از جمله اشکالی که بسیار معطر هستند و دارای برگ‌های متنوع هستند، اگرچه عمر کوتاهی دارند. برخی از اشکال رزماری گیاهی آشپزی (Rosmarinus officinalis) هنگامی که در اقلیم مدیترانه‌ای رشد می‌کنند، بوته‌های خوابیده‌ای را تشکیل می‌دهند، اگرچه زمانی که در زمستان‌های سردتر رشد می‌کنند به زمین می‌میرند.